# Ngawang Lobsang Gyatso
Ngawang Lozang Gyatso (tibetano: བློ་བཟང་རྒྱ་མཚོ་, wylie: Blo-bzang Rgya-mtsho, pinyin tibetano: Lobsang Gyaco) (1617 -1682), quinto dalái lama conocido como El Quinto Grande.

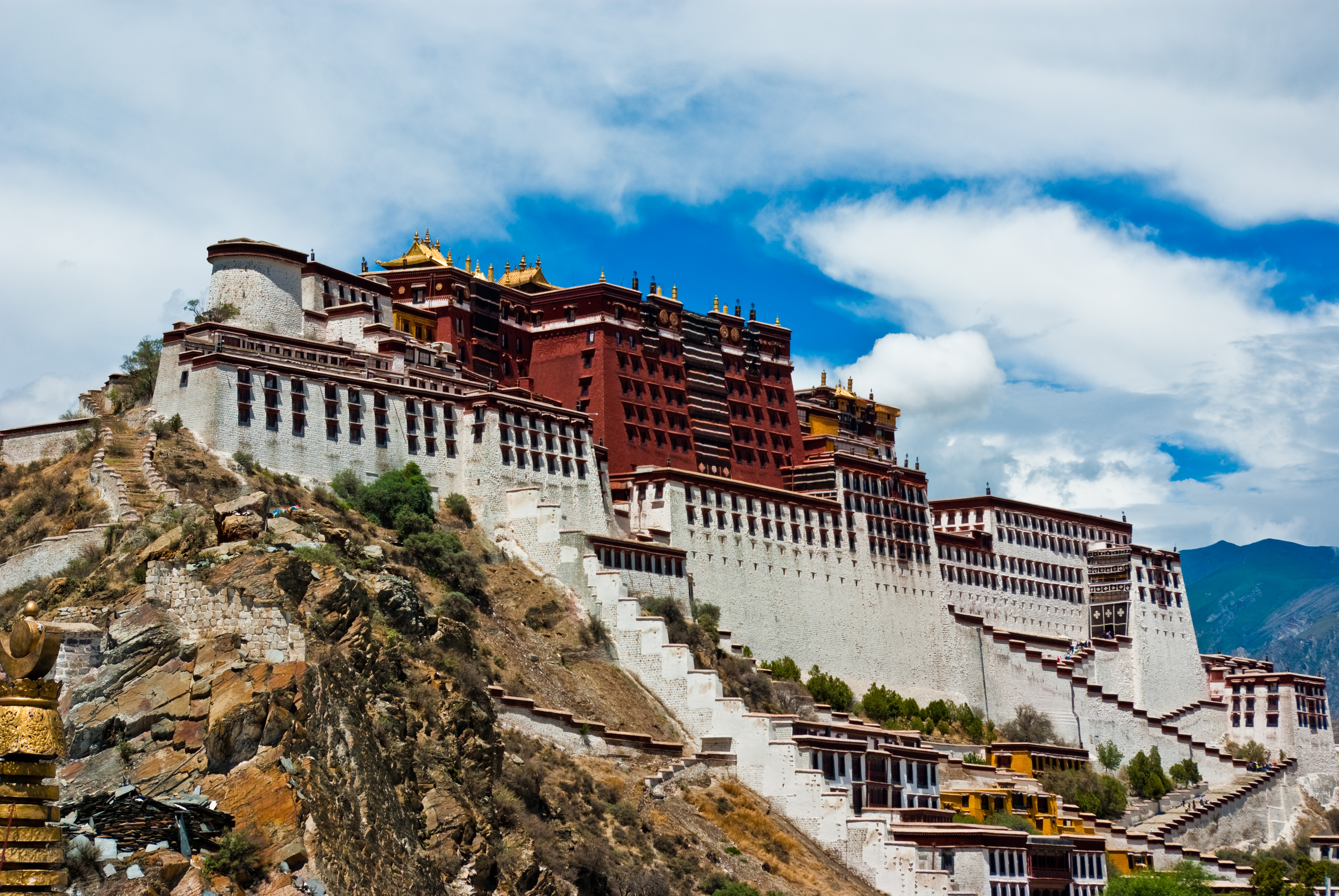
El palacio de Potala.

Enmarcado dentro de la escuela budista Gelugpa, fue una figura política del Tíbet muy importante en el siglo XVII. Después de una guerra civil y con ayuda de Gushi Khan, un poderoso líder militar mongol, al Gran Quinto se le concedió el poder secular del Tíbet. El gobierno que fundó duró hasta 1951. Al principio gobernó por medio de un Desi o virrey, pero a la muerte de este tomó las riendas del gobierno, aunque siempre apoyándose en otros nuevos Desis.
Logró entablar relaciones con China a través del emperador Shunzhi, segundo de la dinastía Qing, durante una visita a Pekín en 1652, gracias a la cual los dalaí lamas fueron considerados sacerdotes al trono de los siguientes emperadores Qing.
También se le conoce por ser un gran practicante de Dzogchen. En su templo secreto de Lukhang, en un lago tras el palacio de Potala en valle de Lhasa, hay un conjunto de murales que ilustran un comentario de Longchenpa sobre el tantra Dzogchen Rigpa Rangshar,
Sus escritos espirituales constituyen obras reconocidas del budismo tántrico tibetano (llamado tantra). Entre ellas se encuentra uno de los principales tratados de la tradición del Lam Rim (el camino gradual a la iluminación), con el título de Las Palabras del Propio Manjushri. También fue el constructor del imponente palacio del Potala que domina la capital del Tíbet, Lhasa.
Su muerte se ocultó 15 años, probablemente por su primer ministro y se cree que hijo, Desi Sangay Gyatso, para poder acabar de construir el Palacio de Potala y evitar que los vecinos al Tíbet pudieran aprovecharse del período de sucesión entre dalái lamas. Desi Sangay Gyatso fue además regente hasta la llegada del sexto dalái lama, Tsangyang Gyatso.

## Legado
Asimismo al quinto dalái lama se le recuerda por la tensión que creó al prohibir la tradición Jonang y convertir a casi todos sus monjes a la orden Gelugpa. Esta prohibición tenía un trasfondo tanto político como filosófico.

## Referencias

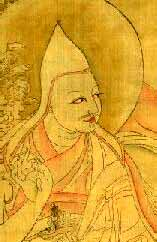
Ngawang Lobsang Gyatso.